# Aalbeek
Aalbeek (Limburgs: Aolbaek) is een gehucht dat deel uitmaakt van Hulsberg in de gemeente Beekdaelen, in de Nederlandse provincie Limburg.
Aalbeek bestaat uit een slingerend lint van circa 115 huizen en boerderijen in een droogdal, omringd door land- en tuinbouwgebieden en natuur.

## Geschiedenis en naam

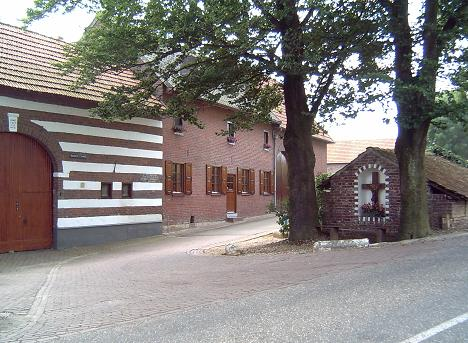
Huis in Aalbeek

Aalbeek is een van de oude nederzettingen in centraal Zuid-Limburg. Eerste naamsvermelding als Oelbeek in 1324. Deze benaming duidt op 'laagliggend land, vochtige plek'.
Centraal in het dorp lag het landgoed Aalbeek dat uit de zeventiende eeuw stamt. Later werd dit het buitenverblijf met Engelse tuin van Karel Andries Membrede (1758-1831), ooit kamervoorzitter van de Verenigde Staten-Generaal onder koning Willem I der Nederlanden. Het landhuis werd gesloopt in 1911 om plaats te maken voor een jezuïetenklooster, dat op zijn beurt in 1992 werd gesloopt. Het voormalige koetshuis van het oorspronkelijke landhuis Aalbeek bleef behouden en staat na een ingrijpende renovatie bekend als Villa Aalbeek, omringd door acht moderne villa's.
Aalbeek, hoe klein ook, behoorde tot aan de herindeling in 1982 tot twee gemeentes. Het grootste gedeelte hoorde bij Hulsberg, enkele boerderijen hoorden bij Wijnandsrade. Aan deze bijzondere situatie kwam een eind door indeling van heel Hulsberg en Wijnandsrade bij de gemeente Nuth.

## 'Het centrum van de wereld'
Toenmalig burgemeester Chris Rutten van Nuth liet bij de herindeling een zuil plaatsen vlak bij Villa Aalbeek met het Latijnse opschrift 'Aalbeek centrum orbis'. Deze bewering, dat Aalbeek het centrum van de wereld zou zijn, verdedigde Rutten door te stellen dat Aalbeek midden in de gemeente Nuth ligt, die op haar beurt een centrale positie in Zuid-Limburg inneemt. Deze regio lag destijds middenin in de EEG en West-Europa, kortom middenin Europa, het centrum van de Oude Wereld.

## Bezienswaardigheden
- Kapel van Onze-Lieve-Vrouw van het Heilig Hart aan de Nieuwenhuysstraat, devotiekapel van 1952.
- Mariakapel aan de kruising Aalbekerweg-Nieuwenhuysstraat, van 1935
- Villa Aalbeek, voormalig Jezuïetenklooster, waarvan het koetshuis nog resteert en bekend staat als Villa Aalbeek
- Boerderijen:
  - Haasdallerweg 1, gesloten hoeve met 17e-eeuwse kern, speklagen en poort uit 1829.
  - Aalbekerweg 85-89, met 18e-eeuwse kern, poortsluitsteen van 1838.

Zie ook
- Lijst van rijksmonumenten in Aalbeek

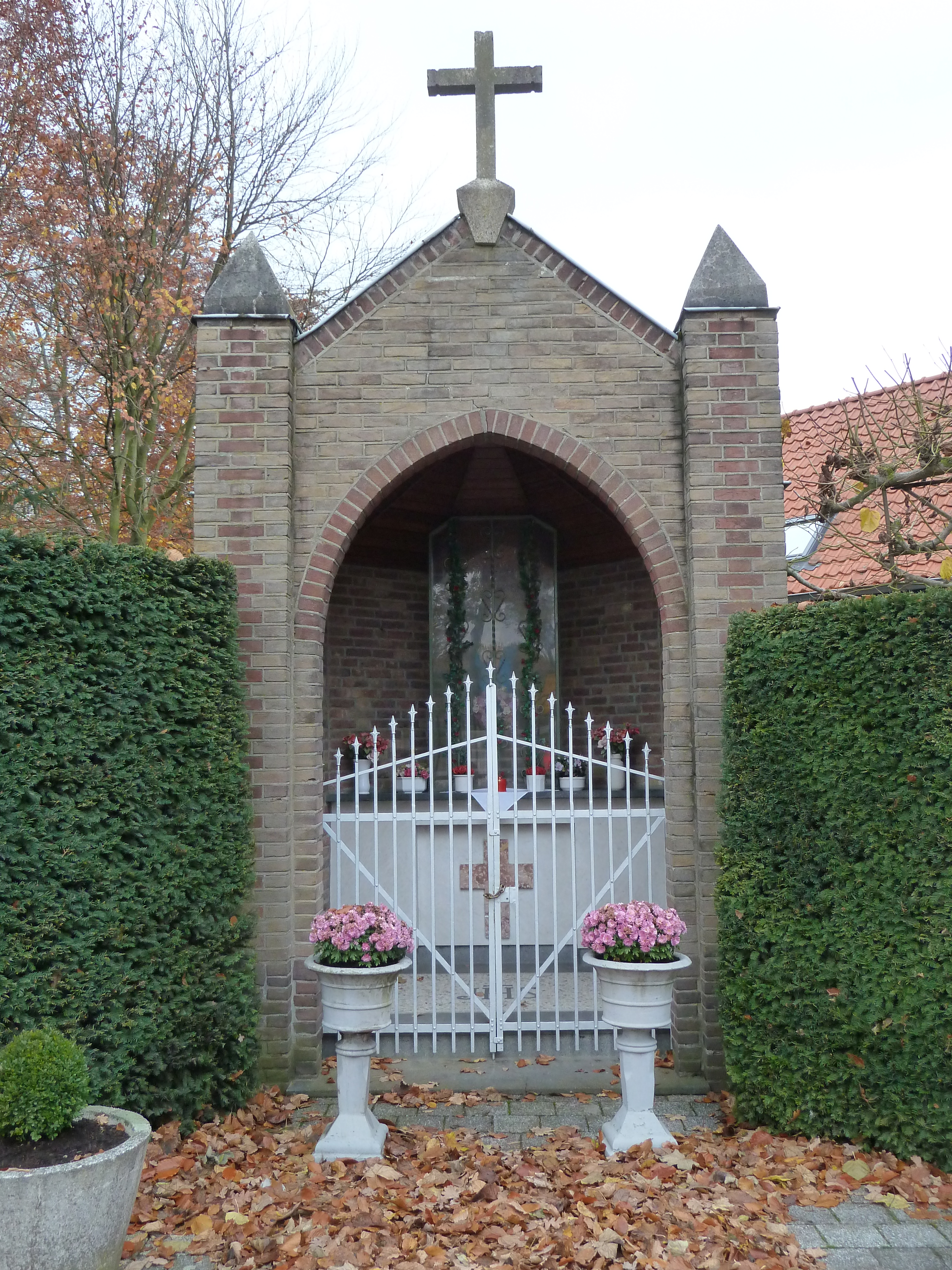
Mariakapel
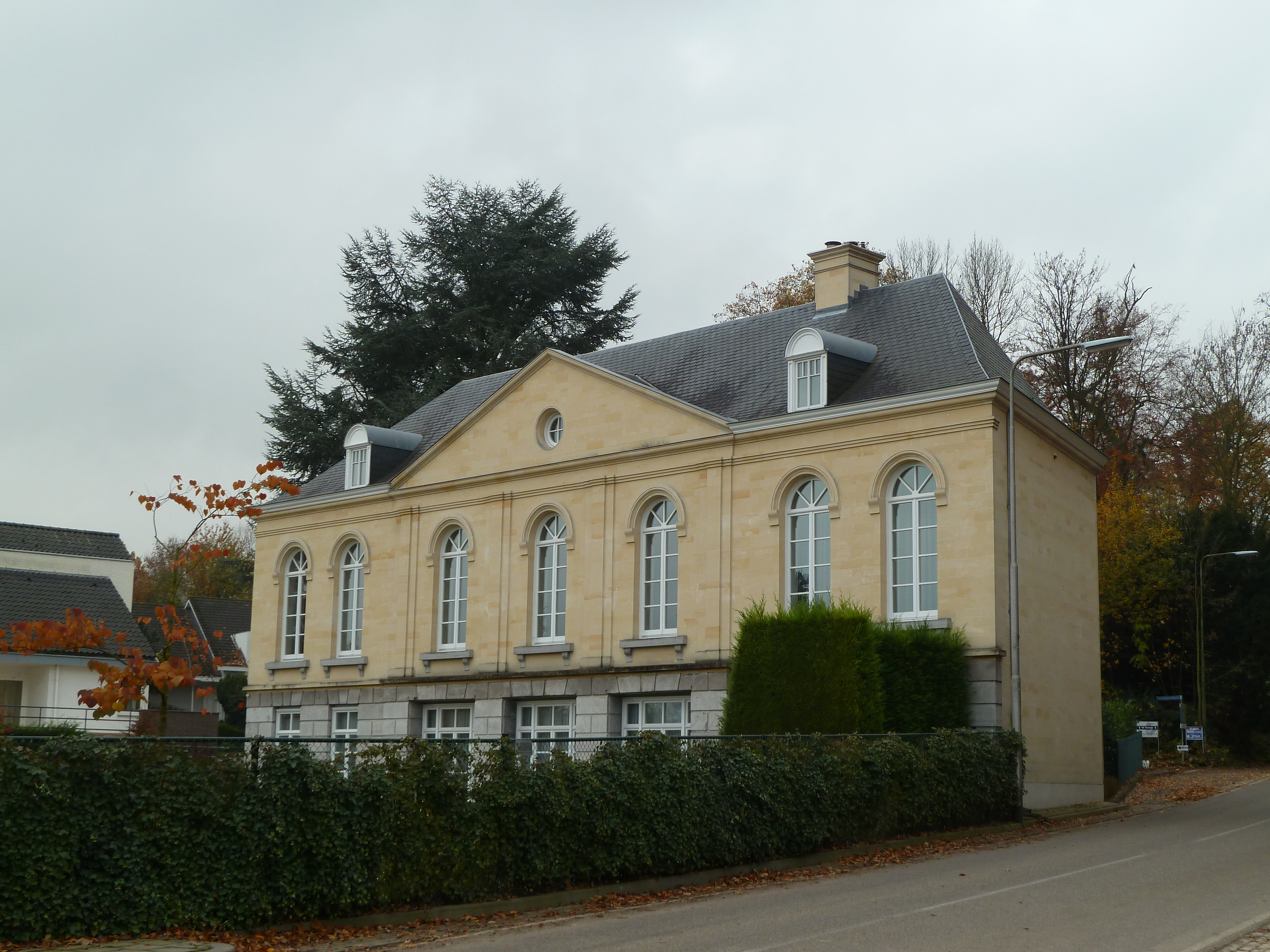
Villa Aalbeek
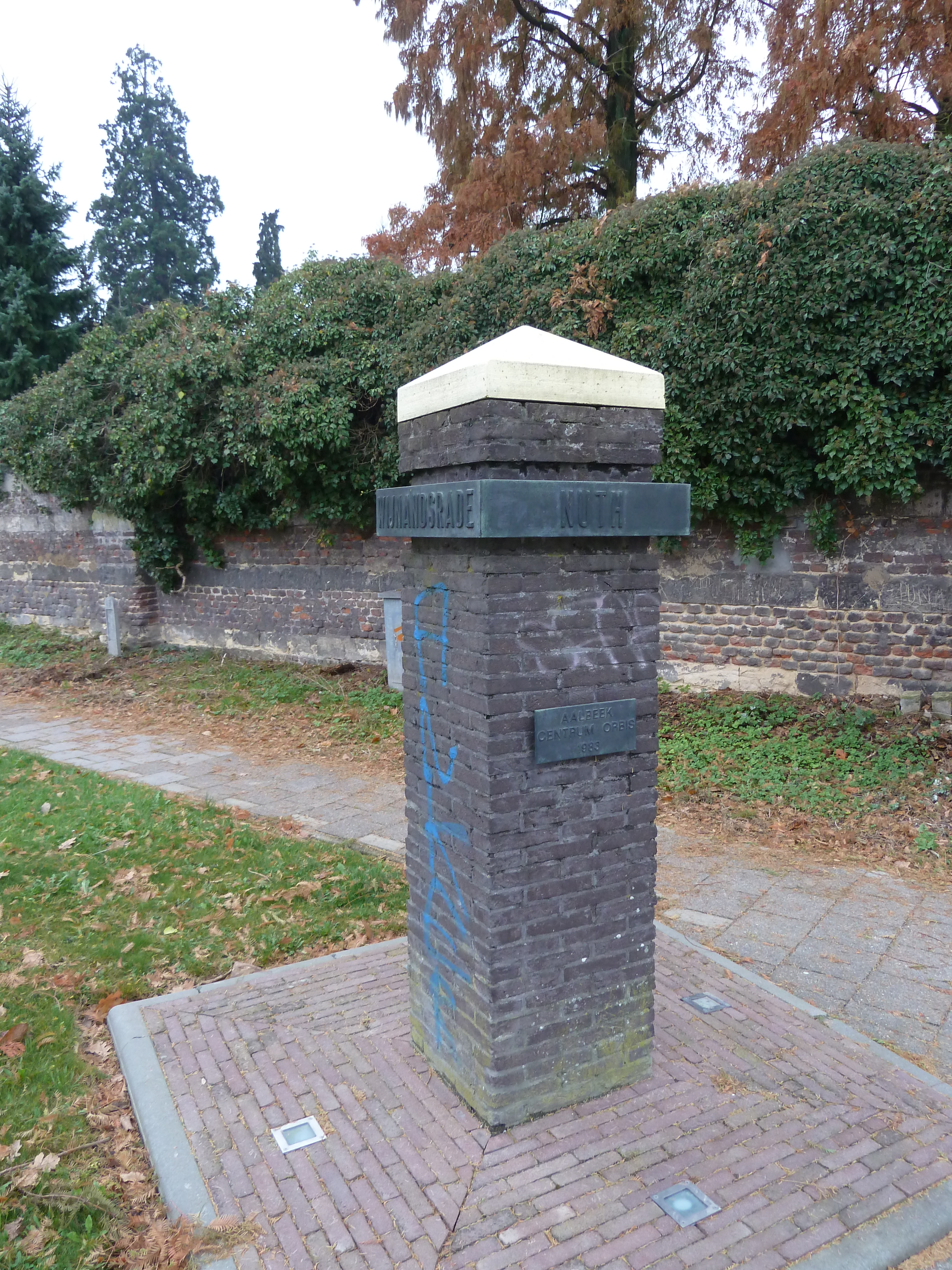
Aalbeek centrum orbis: Wijnandsrade & Nuth
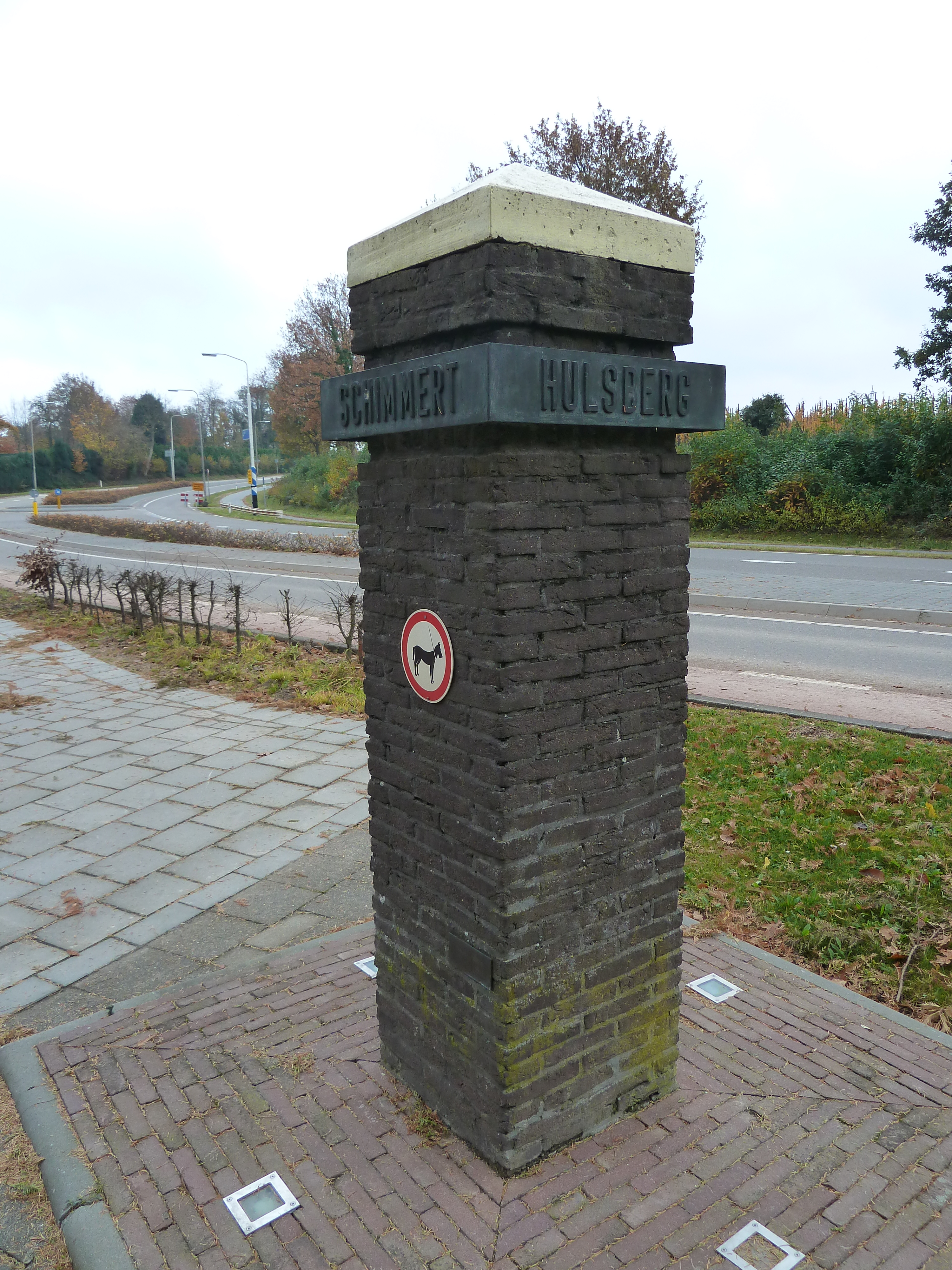
Aalbeek centrum orbis: Schimmert & Hulsberg
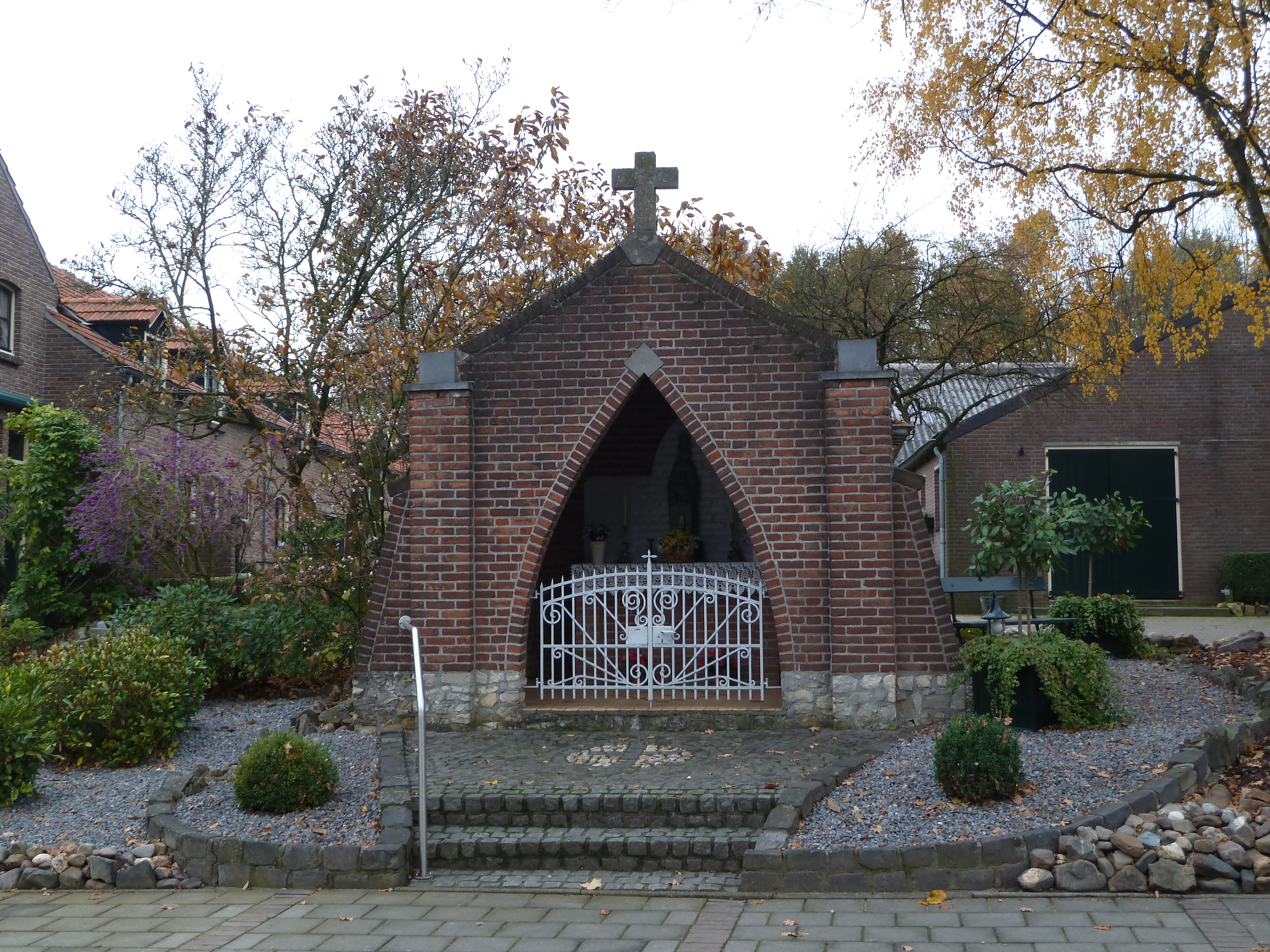
Kapel Onze-Lieve Vrouw van het Heilig Hart
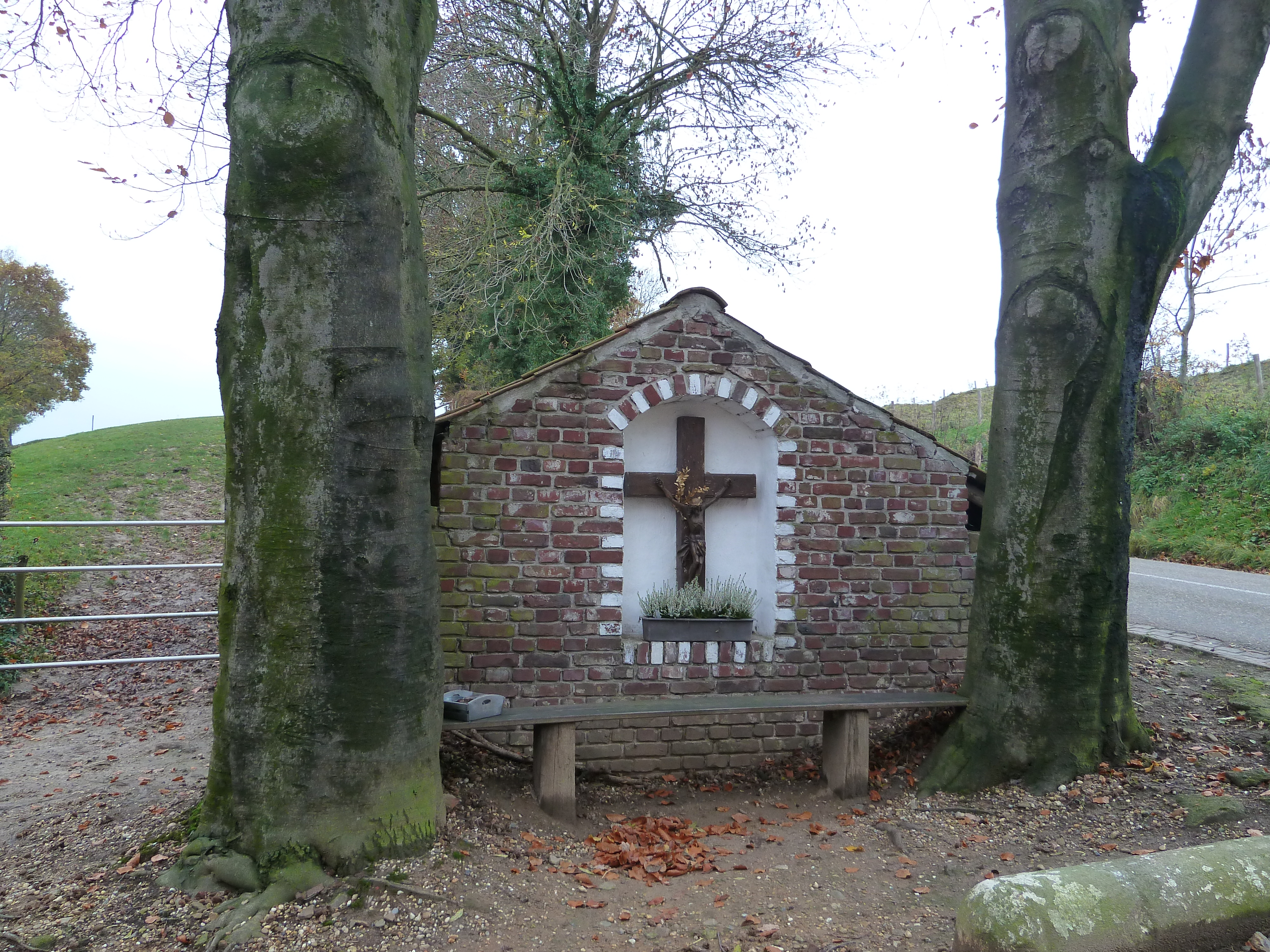
Wegkruis en tevens...
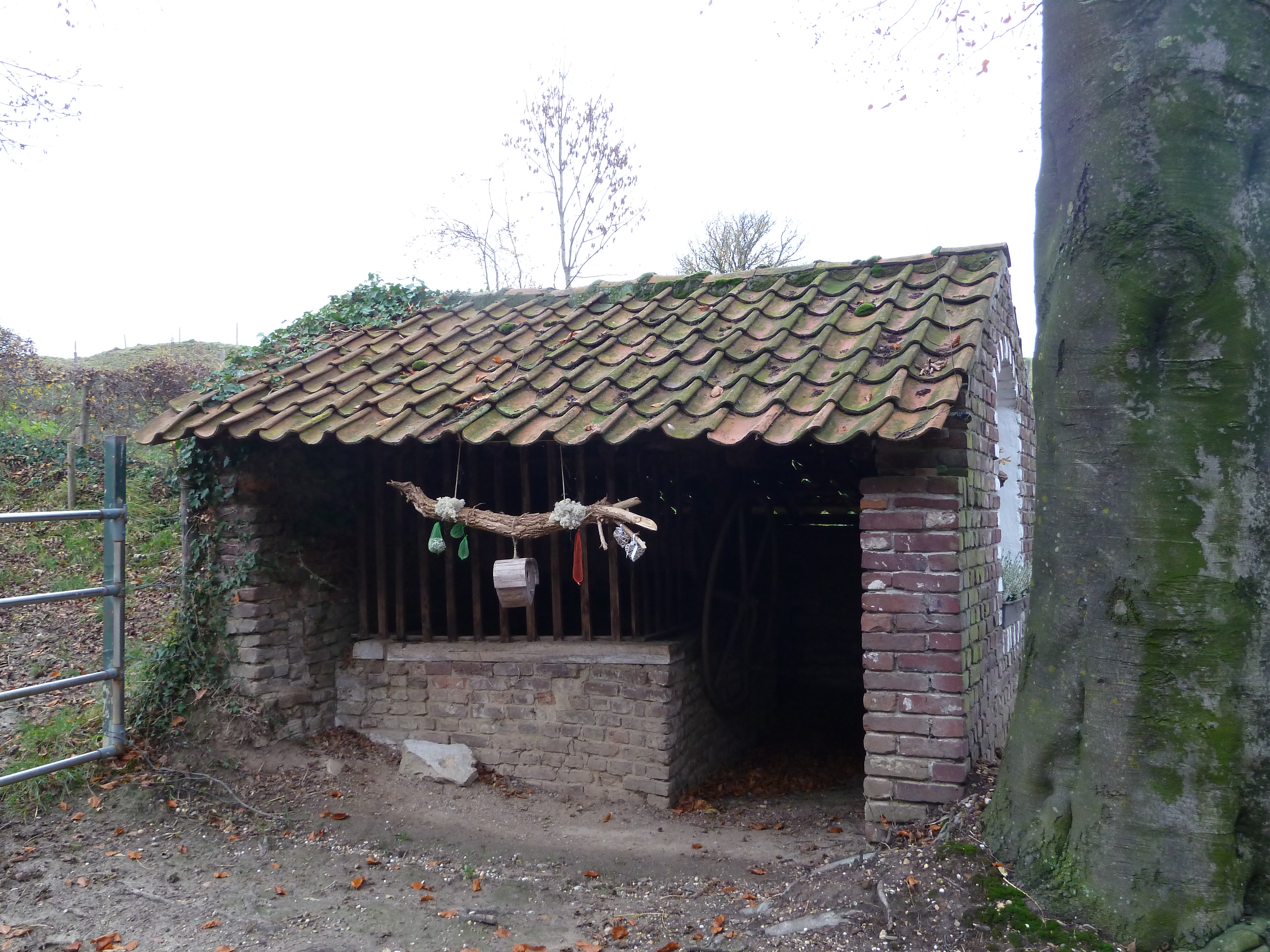
...overdekte draaiput
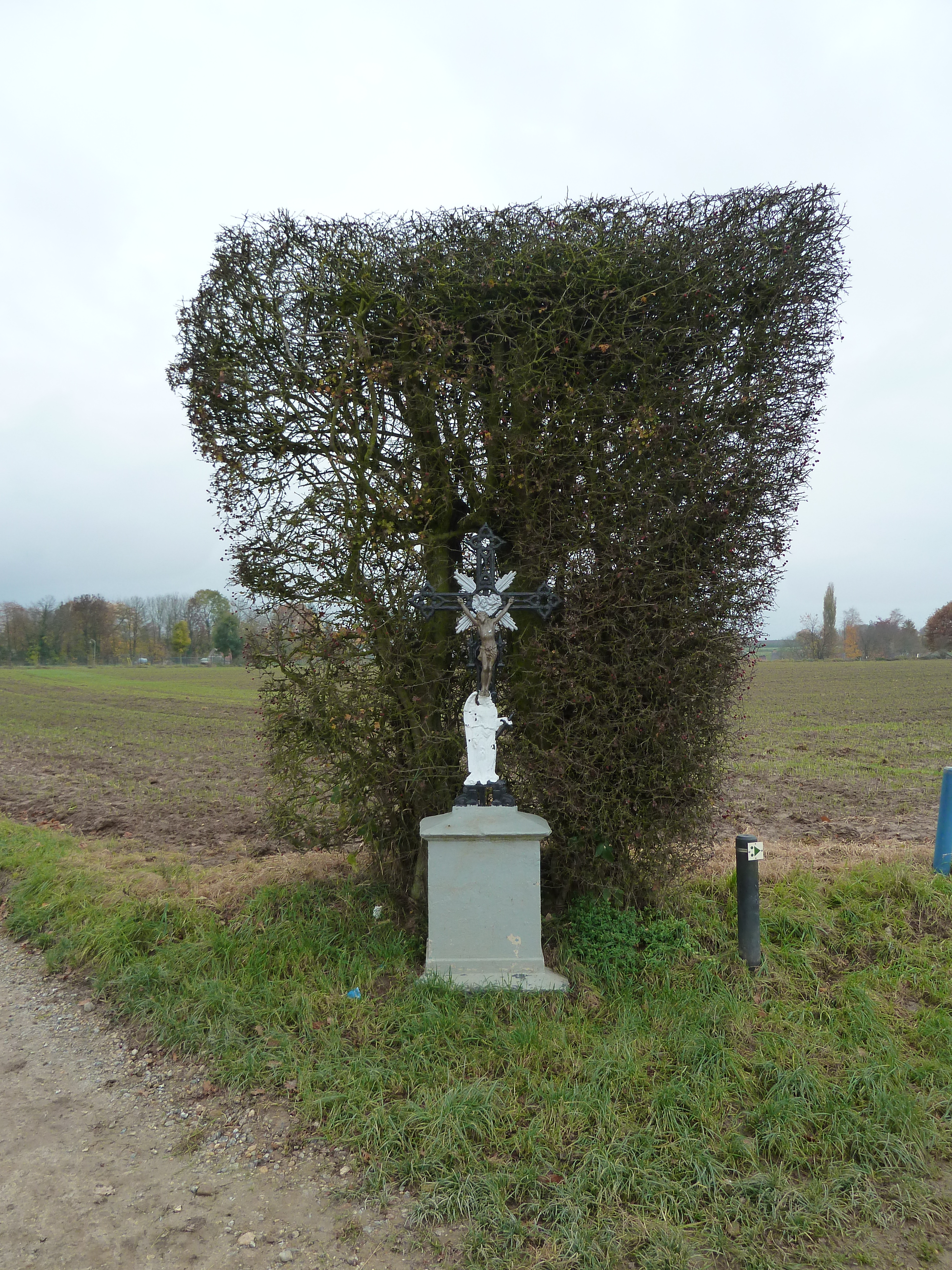
Wegkruis Puttersweg-Achterste Lange Gats

## Bekende Aalbekenaren
- Jan Gerard Kerkherdere, theoloog en filoloog van internationale reputatie (begin 18e eeuw)
- Karel Andries Membrede, Nederlands politicus (begin 19e eeuw)
- Rob Noortman, galeriehouder en bewoner van Aalbeek in de jaren 70 en 80 van de 20e eeuw
- Jef Schillings, toneelregisseur (begin 20e eeuw)
- Sef Vergoossen, voetbaltrainer

Dorpen: Aalbeek · Amstenrade · Arensgenhout · Bingelrade · Doenrade · Hulsberg · Jabeek · Merkelbeek · Nuth · Oirsbeek · Puth · Schimmert · Schinnen · Schinveld · Sweikhuizen · Vaesrade · Wijnandsrade

Buurtschappen en gehuchten: Bovenste Puth · Brand · Breinder · Brommelen · Daniken (deels) · Douvergenhout · Etzenrade · Gracht · Grijzegrubben · Haasdal · Hegge · Heisterbrug · Helle · Hellebroek · Hommert · Hunnecum · Kamp · Kathagen · Klein-Doenrade · Kleingenhout · Kling · Kruis · Laar · Leeuw · Nagelbeek · Nierhoven · Oensel · Onderste Puth · Op de Bies · Op den Hering · Oppeven · Reuken · Swier · Terstraten · Tervoorst · Thull · Viel · Vink · Wintraak · Wissengracht · Wolfhagen

Limburg: Steden en dorpen      Nederland: Provincies · Gemeenten